# Viamao
Viamao je grad u Brazilu. Nalazi se u saveznoj državi Rio Grande do Sul. Prema procjeni iz 2007. u gradu je živjelo 253.264 stanovnika.

## Stanovništvo
Prema procjeni iz 2007. u gradu je živjelo 253.264 stanovnika.
| 1991.   | 2000.   |
| ------- | ------- |
| 169.176 | 227.429 |

## Vanjske poveznice
- Službena stranica